# Reoti
Reoti là một thị xã và là một nagar panchayat của quận Ballia thuộc bang Uttar Pradesh, Ấn Độ.

## Nhân khẩu
Theo điều tra dân số năm 2001 của Ấn Độ, Reoti có dân số 22.103 người. Phái nam chiếm 51% tổng số dân và phái nữ chiếm 49%. Reoti có tỷ lệ 40% biết đọc biết viết, thấp hơn tỷ lệ trung bình toàn quốc là 59,5%: tỷ lệ cho phái nam là 49%, và tỷ lệ cho phái nữ là 31%. Tại Reoti, 19% dân số nhỏ hơn 6 tuổi.